# Calendari budista
El calendari budista s'empra a Sri Lanka, Cambodja, Laos, Tailàndia i Birmània i comença amb l'any de la mort de Buda, el qual fins a mitjans del segle xx es creia que era el 543 aC (Actualment es creu que va néixer cap al 480 aC, ± 20 anys).
Una convenció d'experts en Göttingen, Alemanya, va deduir que Buda ha d'haver mort entre vint anys abans i vint anys després de l'400 aC, és a dir entre el 420 i el 380 aC. Si va viure 80 anys, llavors hauria nascut entre el 500 i el 460 aC.
La majoria dels budistes celebren l'arribada del nou any el 3 de febrer, els tibetans ho celebren el 18 de febrer i alguns esperen fins al 2 d'abril. El naixement i mort de Buda, d'altra banda no pateix variacions i s'ha establert les dates del 15 de febrer i el 13 de maig respectivament.